# Książ
Książ (německy Fürstenstein) je největší zámek Dolního Slezska a po Malborku a Královském hradu v Krakově třetí největší historické sídlo v Polsku.  Nachází se na severním okraji města Valbřichu (polsky Wałbrzych), ležícího v Dolnoslezském vojvodství asi 25 kilometrů severně od českých hranic. Byl zbudován původně jako hrad na strmém skalnatém ostrohu v nadmořské výšce 395 metrů. Patří k hlavním turistickým atrakcím kraje. Zámecký areál, který kromě samotného sídla zahrnuje řadu dalších objektů, jako jsou hospodářské budovy, konírny, obranné zdi a brány, park s pavilonem a zříceniny hradu Starý Książ, je zapsán na seznamu nemovitých kulturních památek Polska.

## Dějiny hradu a zámku
Podle legendy postavil rytíř Frederyk, zvaný Funkenstein, na tomto místě hrad v roce 933 z příkazu císaře Jindřicha I. Ptáčníka.[zdroj?] Původní opevnění bylo zničeno českým králem Přemyslem Otakarem II. v roce 1263. 
Písemná zmínka uvádí, že svídnicko–javorský kníže Boleslav I. Surový v letech 1288–1292 postavil hrad s názvem Książ (nebo Fürstenstein) na ochranu obchodní cesty z Čech do Slezska a z důvodu obrany před dalšími nájezdy z Čech. V opevňování hradu pokračoval i jeho vnuk Boleslav II. Malý, který byl stoupencem polského krále Kazimíra III. Velikého. Po vymření zakládající dynastie Piastovců hrad mnohokrát změnil majitele. Boleslav II. zemřel v roce 1368 bez dědice a celé jeho knížectví připadlo jako léno Království českému, spravovala je však včetně hradu Książ jeho vdova Anežka až do své smrti v roce 1392. Pak hrad připadl českému králi Václavu IV. V letech 1428 až 1429 dobyli Książ čeští husité. Od roku 1463 patřil hrad českému králi Jiřímu z Poděbrad, nároky na něj si však činil také uherský král Matyáš Korvín. Později jej dlouho – v letech 1509–1941 – vlastnil rod Hochbergů. Po přestavbách vzniklý zámek prošel dvěma velkými rekonstrukcemi: v devadesátých letech 18. století a  v letech 1908–1923, kdy její projekt vypracoval vídeňský architekt Humbert Walcher von Molthein, který zde také roku 1926 zemřel. 
Poslední rekonstrukce spolu s extravagantním životním stylem majitelů a globální ekonomickou krizí vedla k zadlužení posledních vlastníků z rodu Hochbergů - Hanse Heinricha XV., knížete ze Pštinského panství, a jeho anglické manželky Marie-Terezy Olivie Cornwallis-West (Princezna Daisy).
V roce 1941 byl celý objekt rodu Hochbergům zkonfiskován ve prospěch Třetí říše, přestavěn a v letech 1943–1945 využíván jako sídlo gestapa. Jeho poslední majitel hrabě Hans Heinrich XVII. von Hochberg, kníže z Pštinského panství, se odstěhoval do Anglie v roce 1932 a stal se britským občanem. Údajně si zámek oblíbil nacistický pohlavár Heinrich Himmler a eventuálně se měl stát sídlem samotného Adolfa Hitlera. Pod dohledem SS a Organizace Todt se zámek stal součástí rozsáhlého podzemního stavebního Projektu Riese a byly pod ním zbudovány dlouhé podzemní chodby, které podle některých mohly ukrývat dokonce i jantarovou komnatu z ruského Petrohradu. Stavební práce prováděli vězni z koncentračního tábora Gross-Rosen. Zámek byl na konci války v rámci Viselsko-oderské operace obsazen Rudou Armádou, která jej dále poničila a části rozkradla.
Po druhé světové válce byl zámek v rukách komunistického vedení a sloužil jako rekreační a kulturní centrum. V sedmdesátých letech 20. století, v období Polské lidové republiky, prošel zámek kompletní rekonstrukcí a od té doby nabízí návštěvníkům prohlídky interiéru a okolí, včetně části tunelů, které jsou dnes využívané také Polskou akademií věd pro seismologická měření.

## Galerie

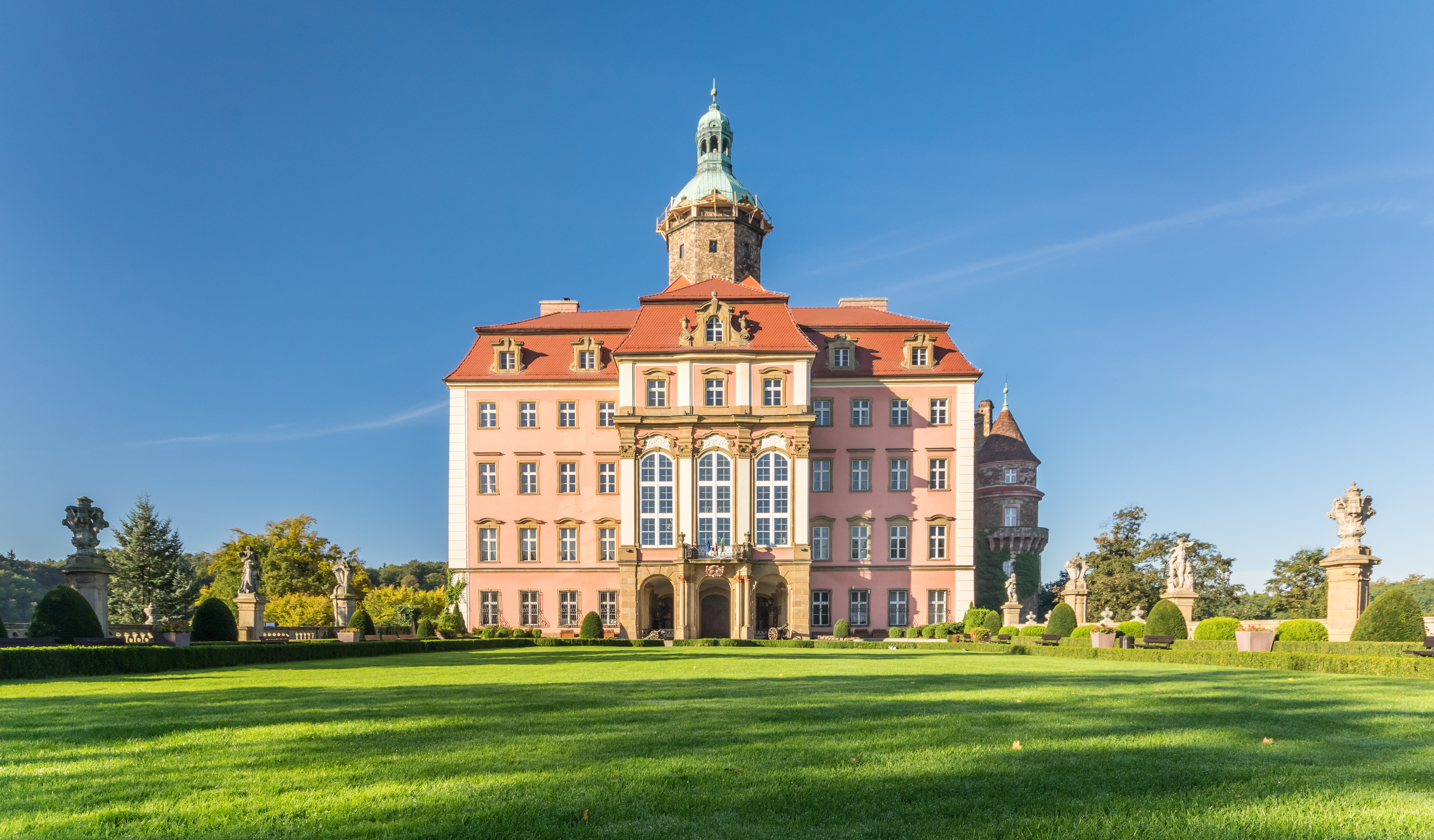
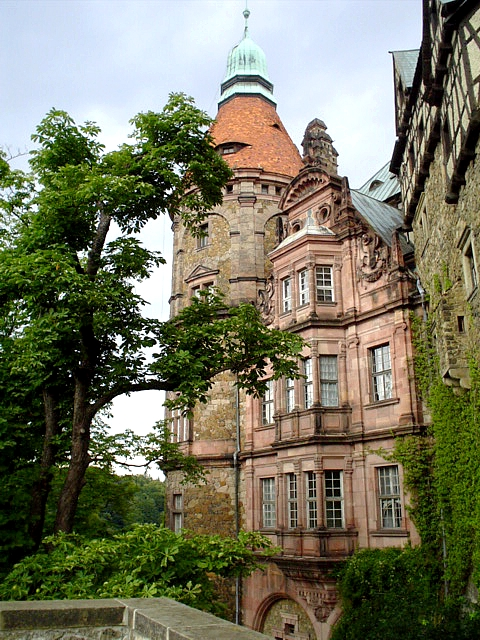
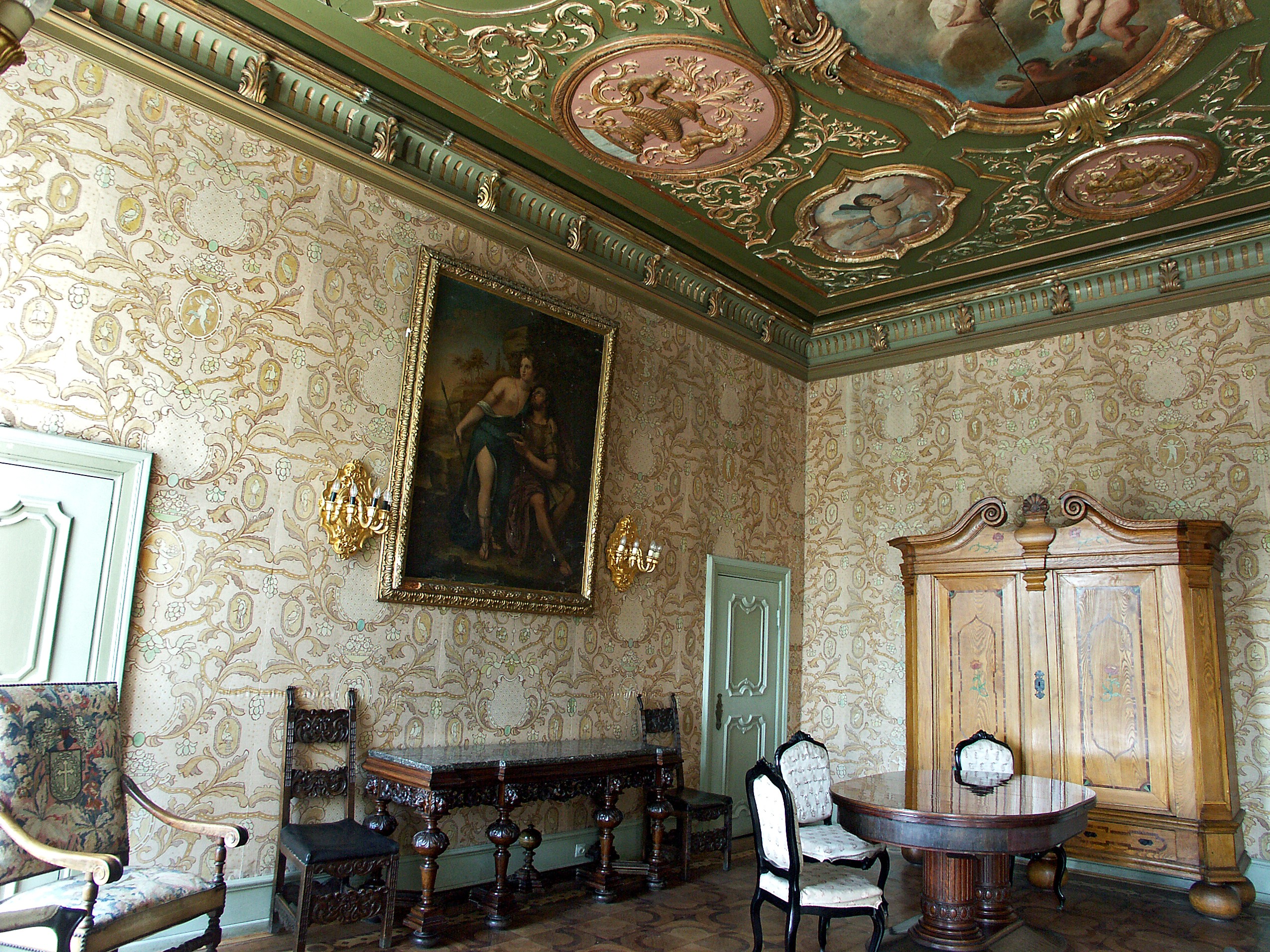
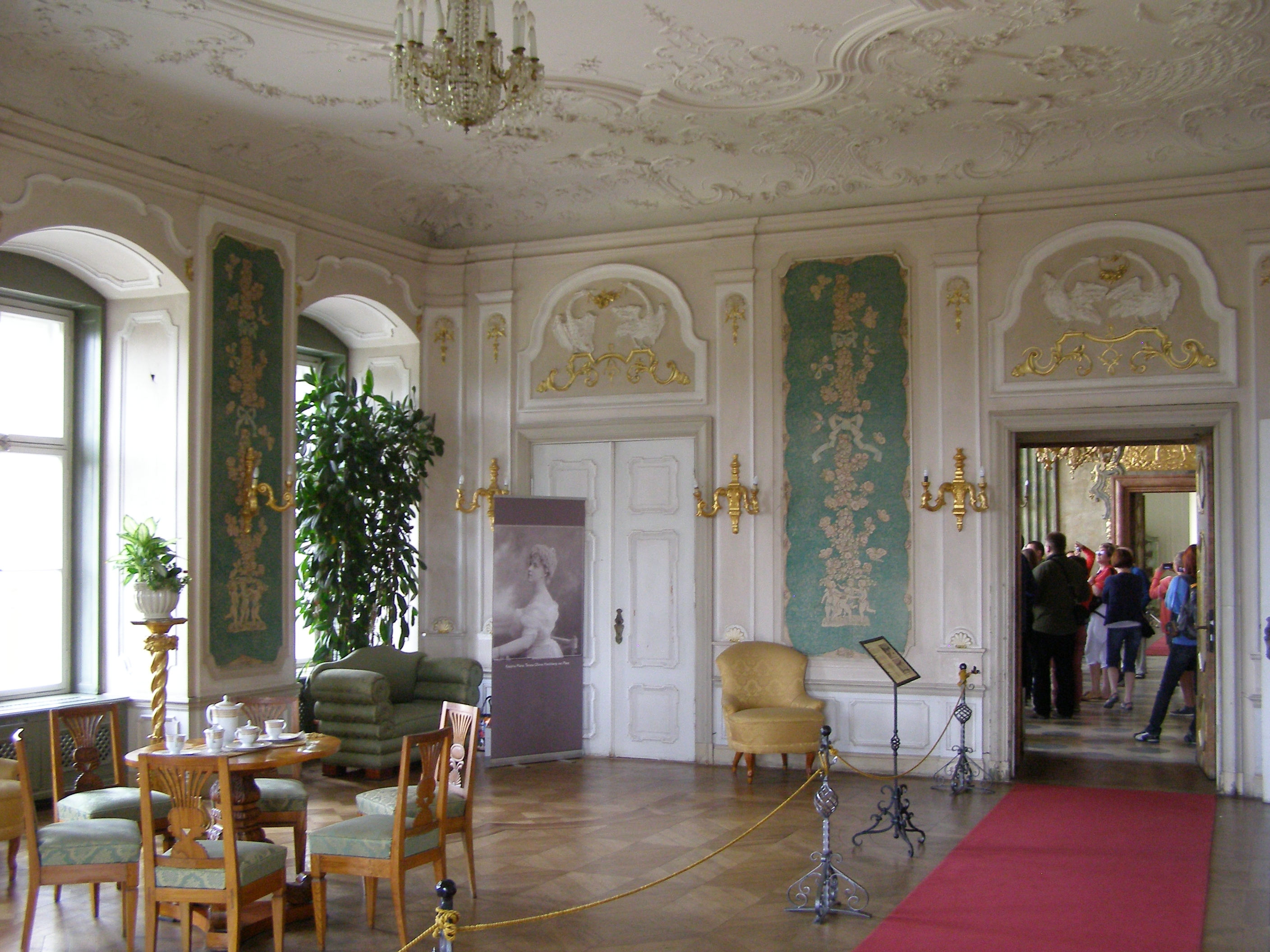
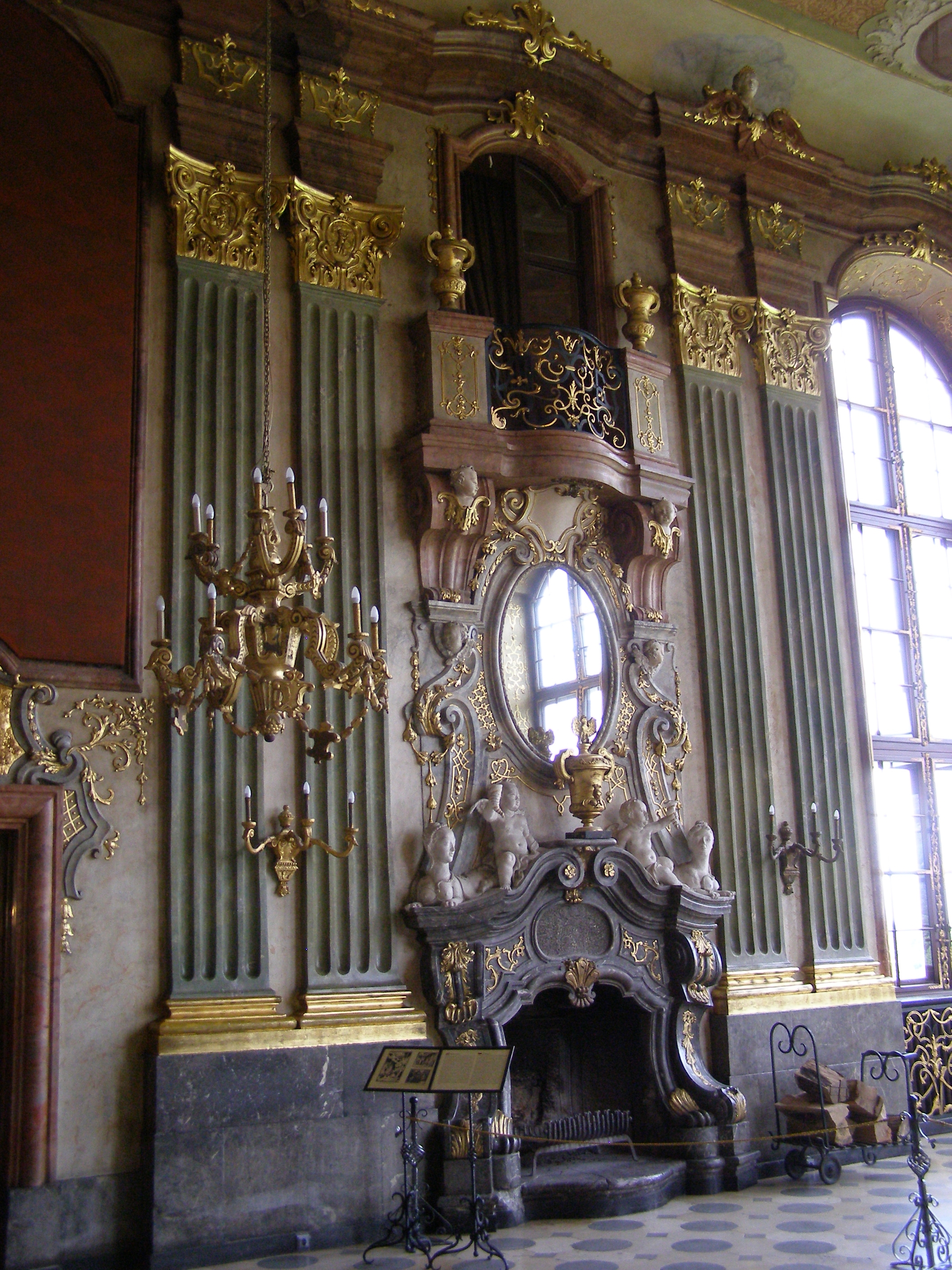
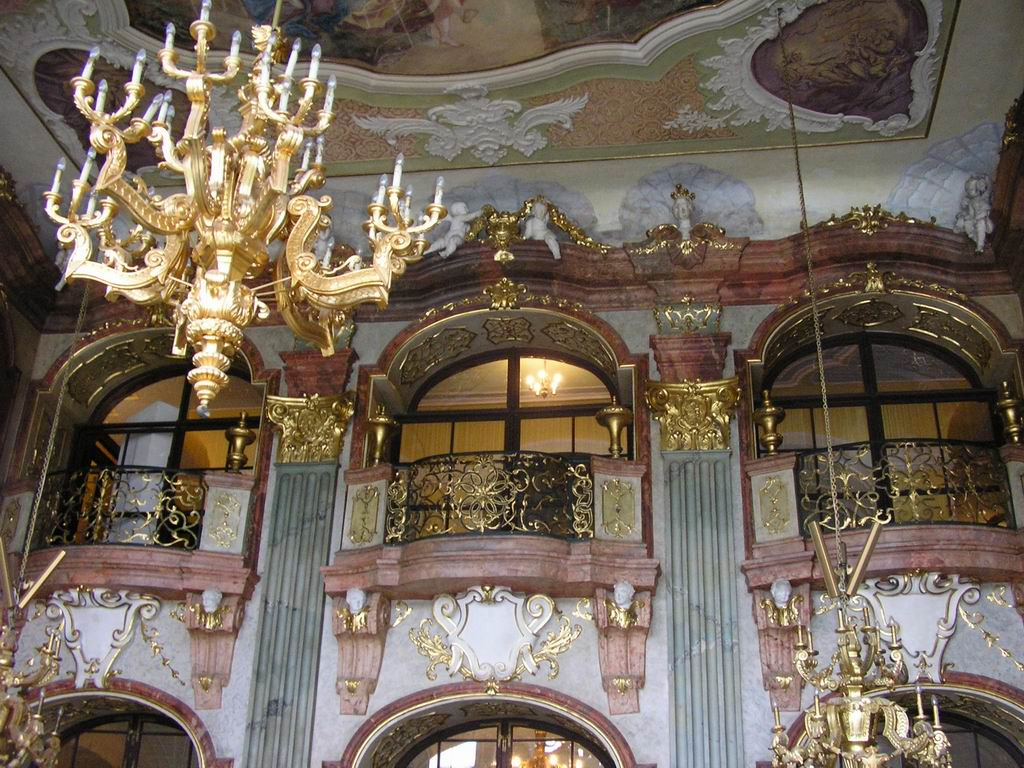
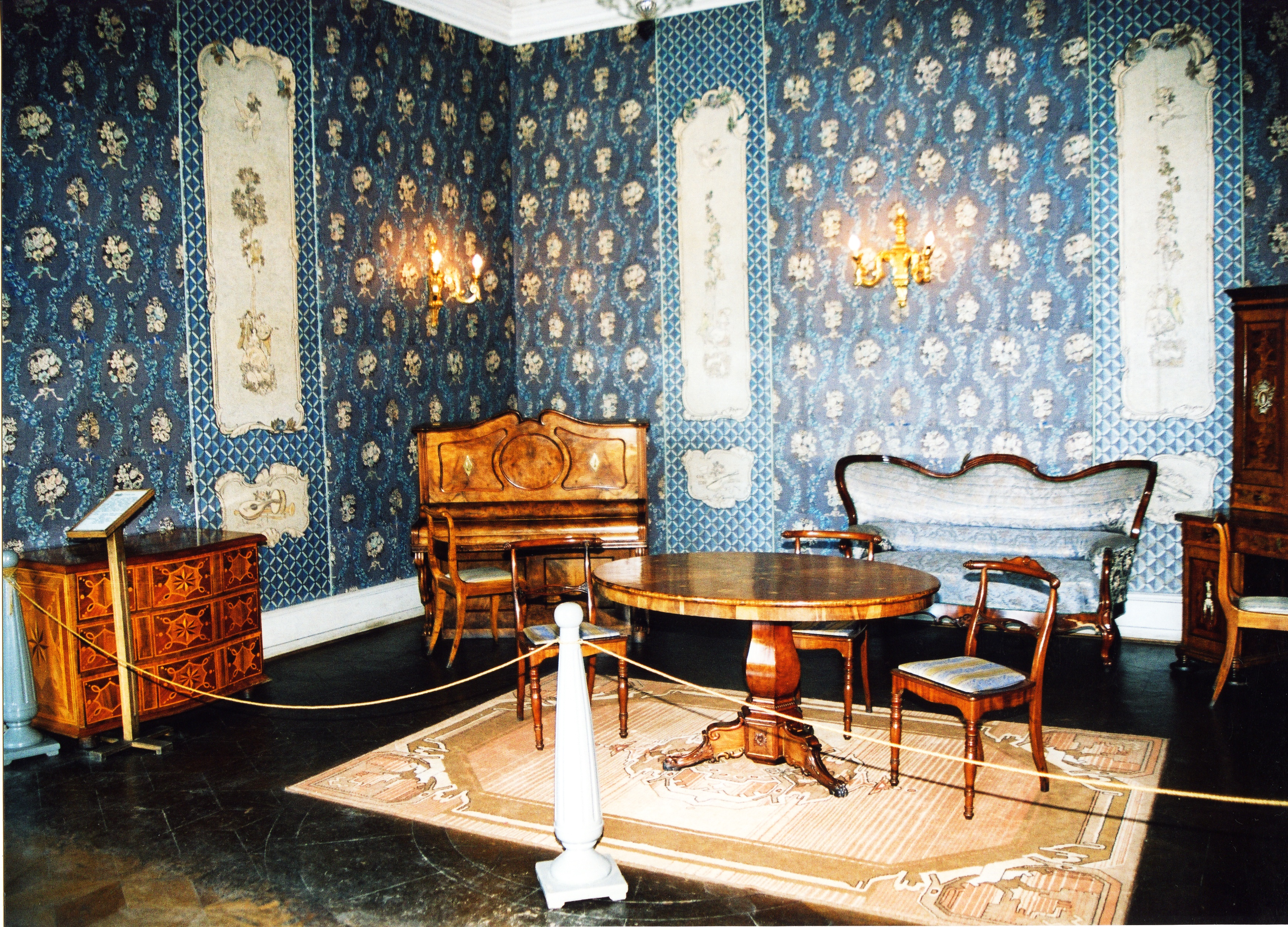
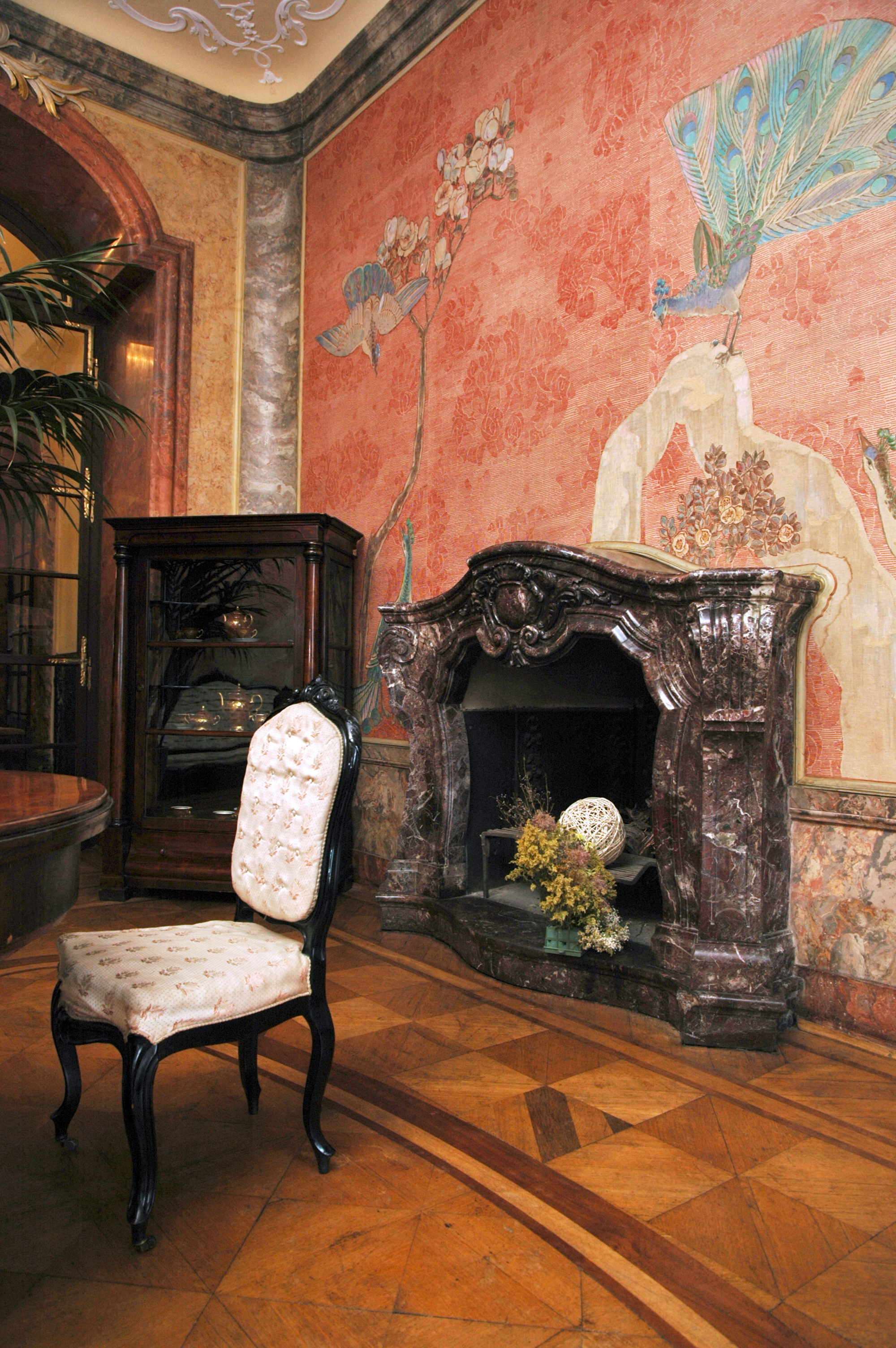
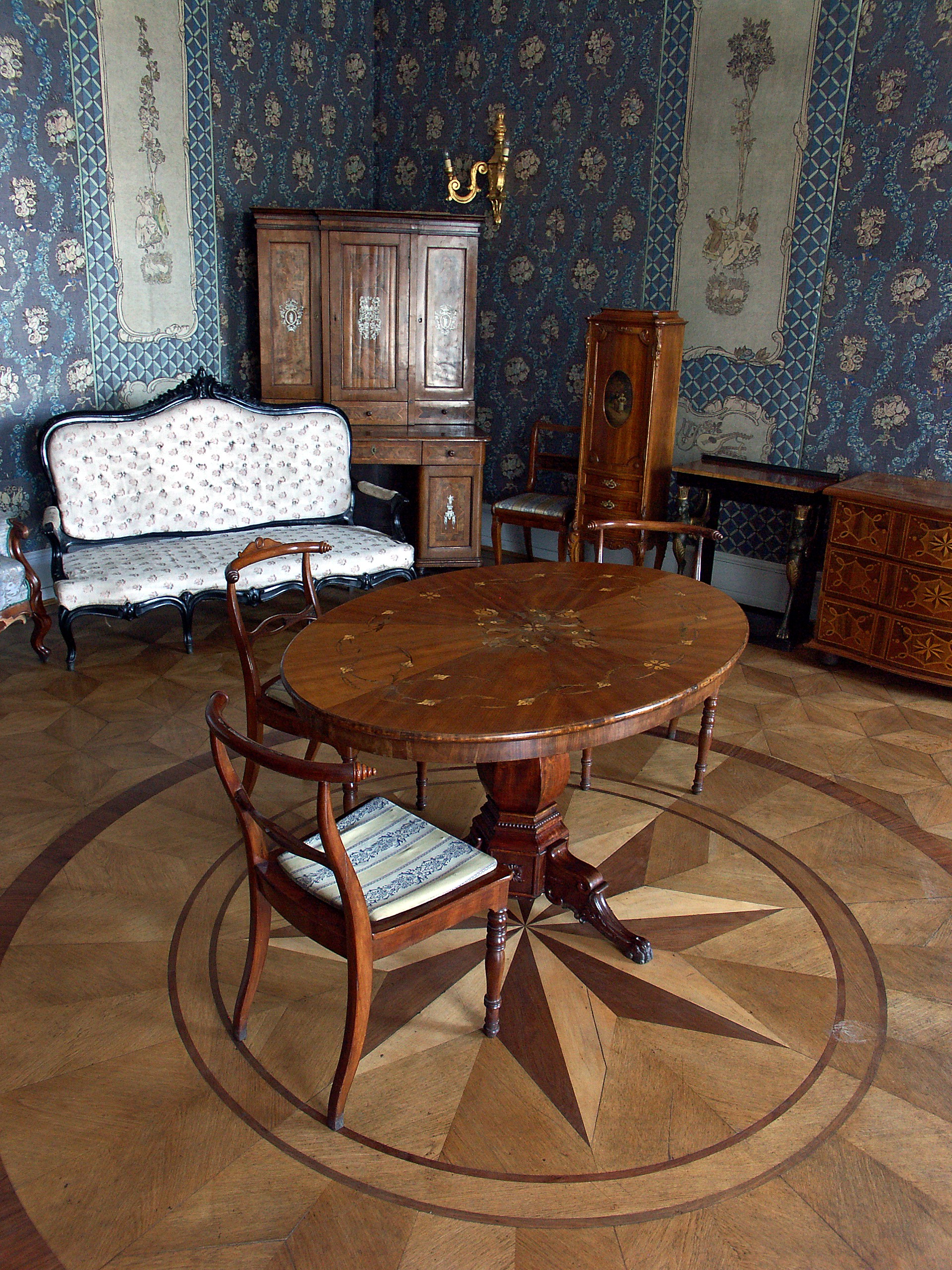
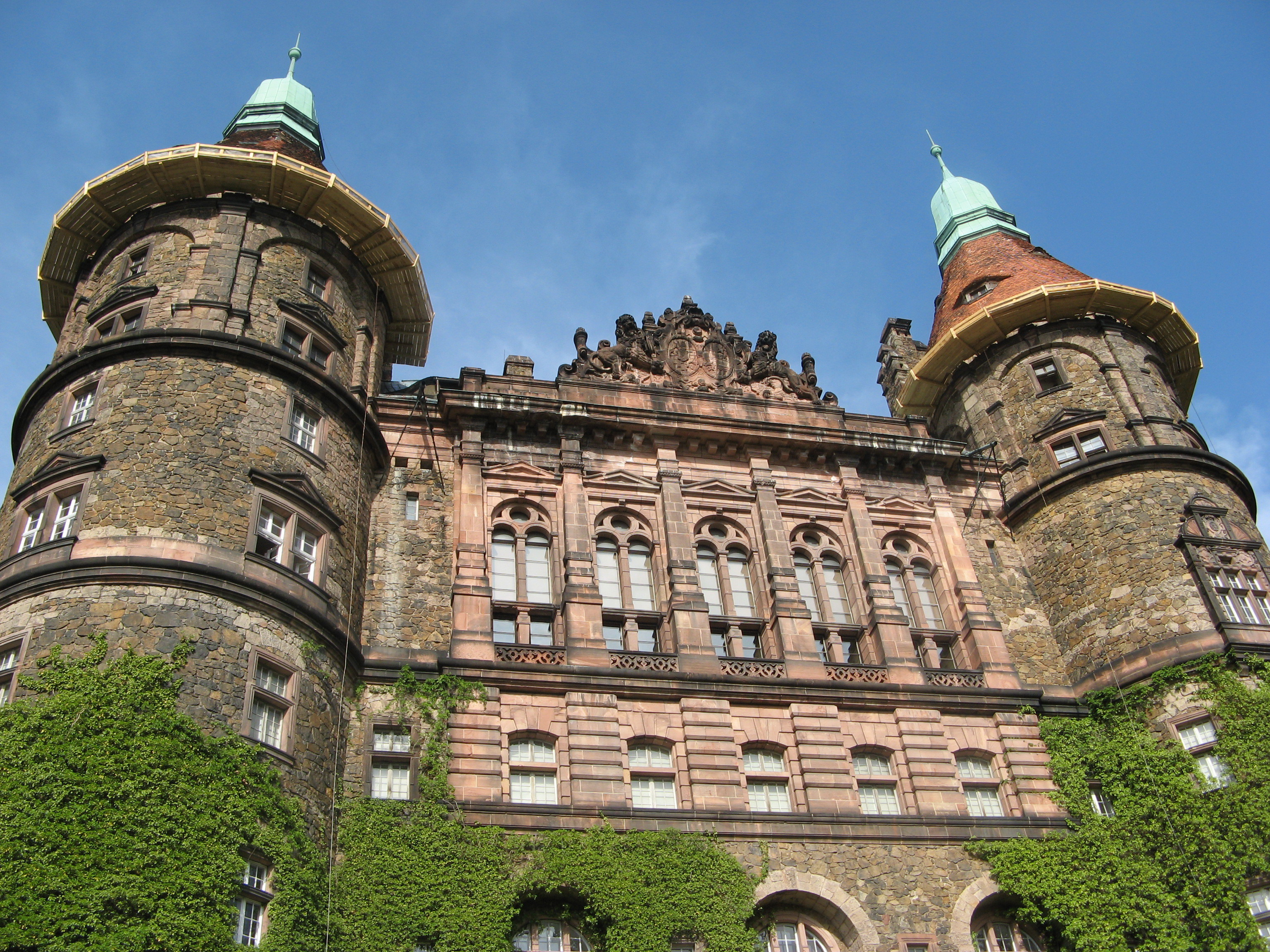
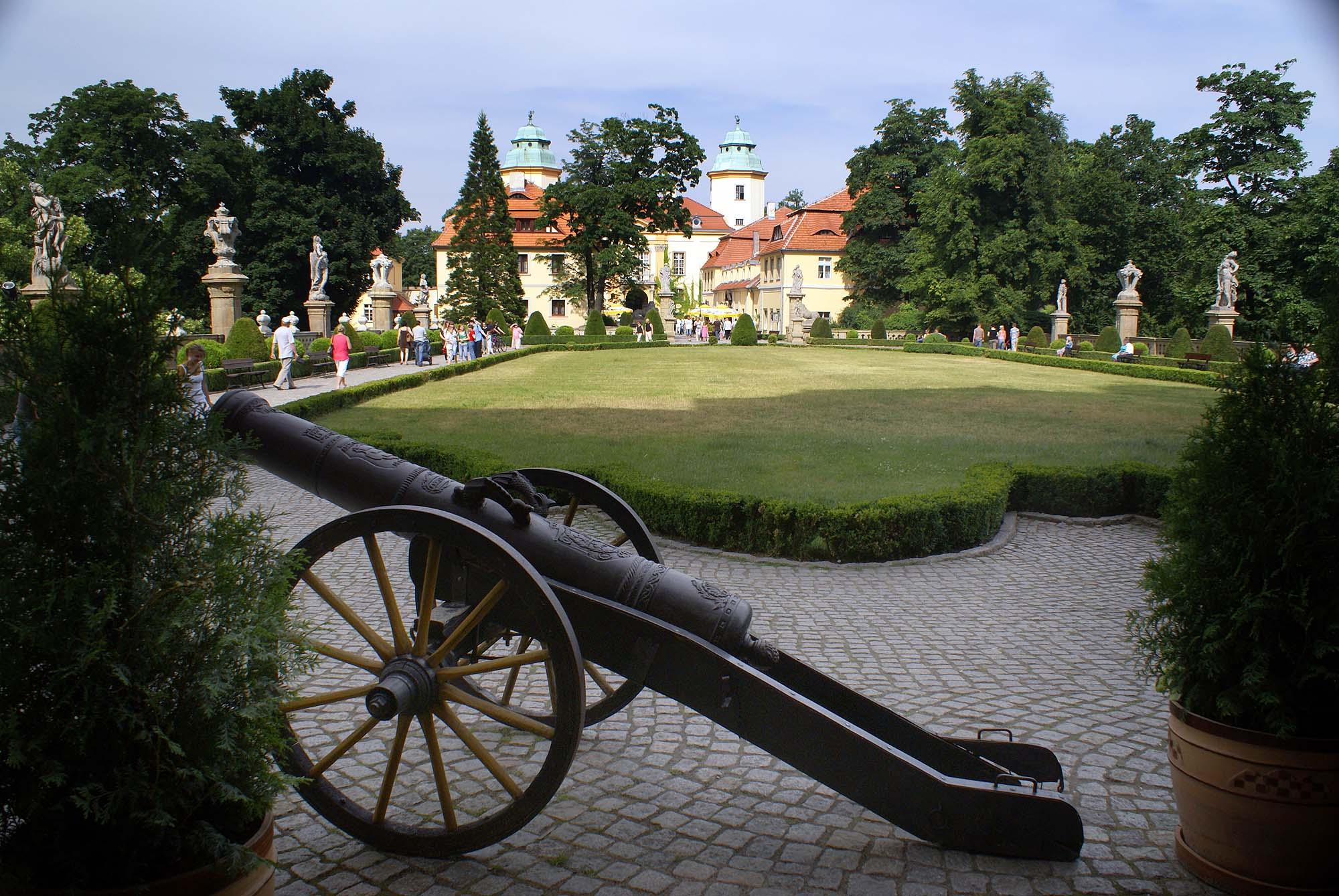
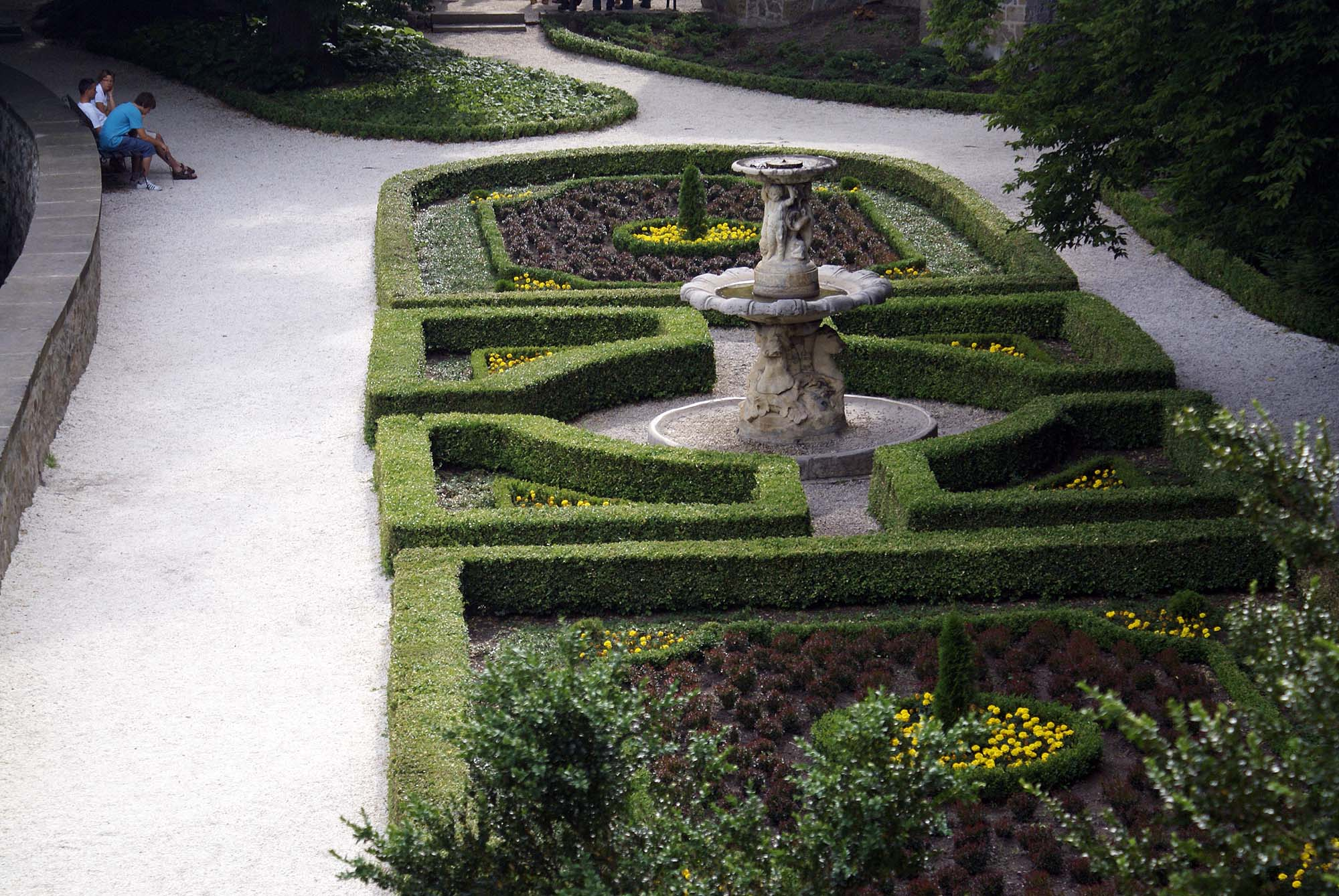
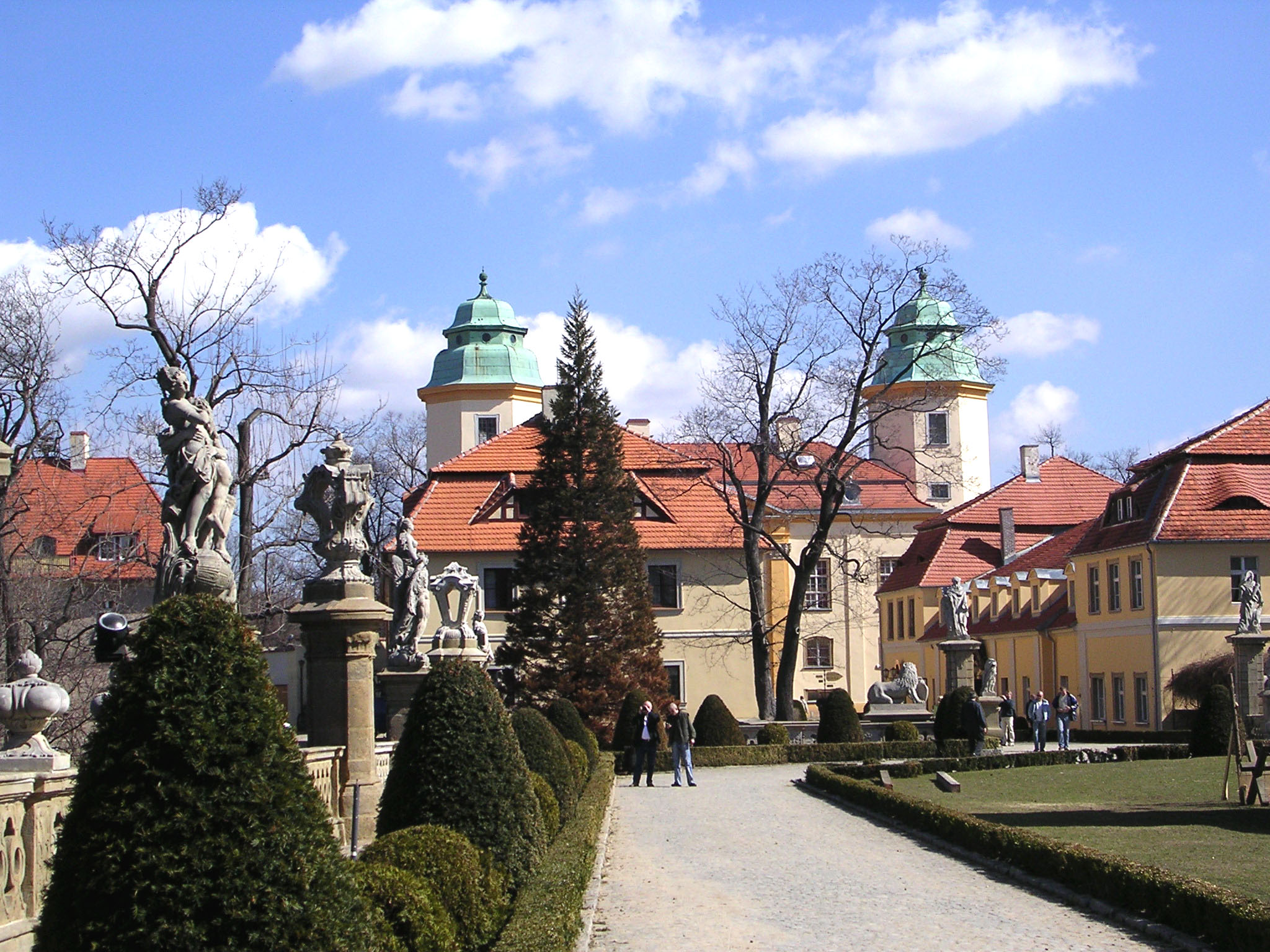
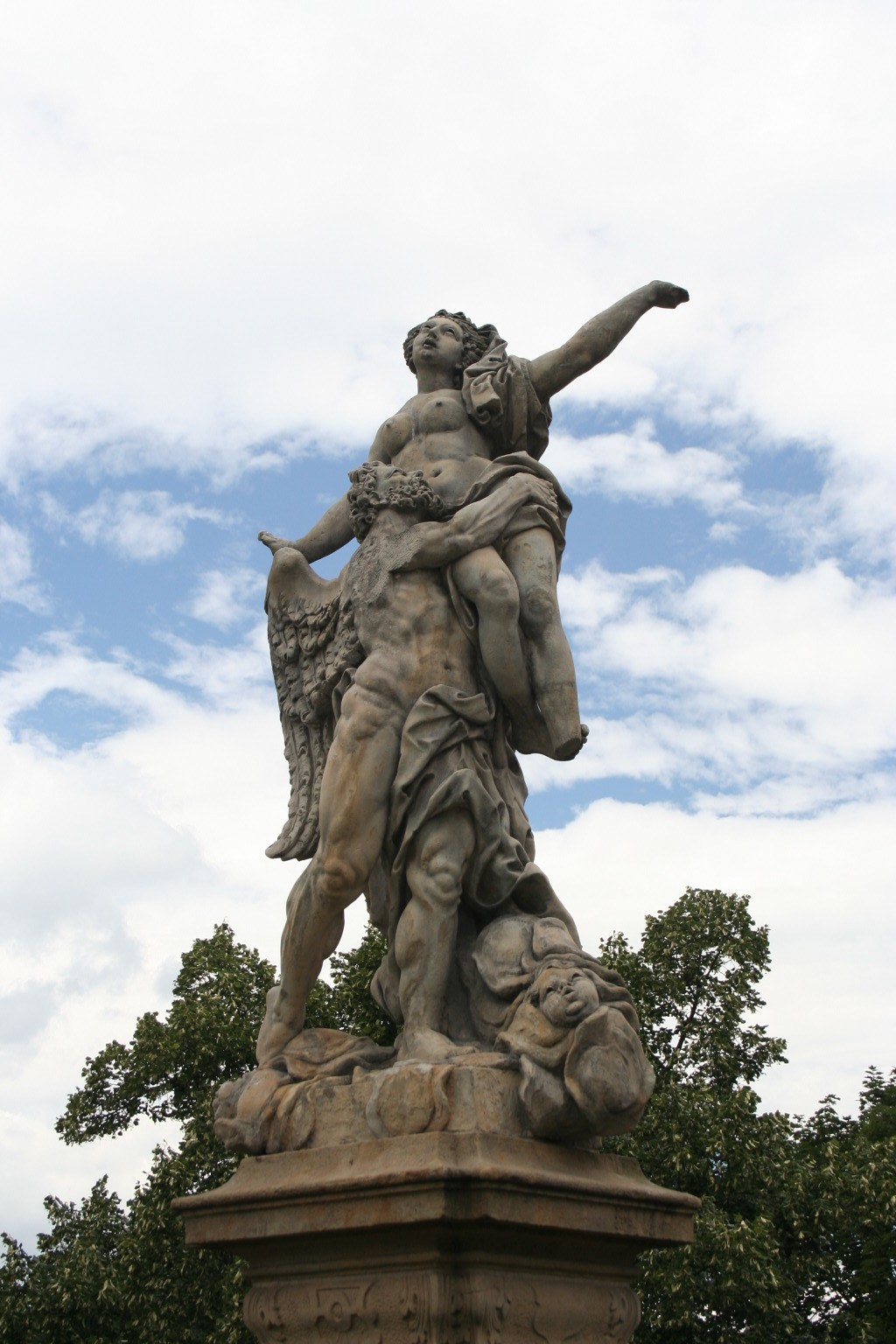